# Nomada yagensis
Nomada yagensis är en biart som beskrevs av Kazuhiko Tsuneki 1973. Nomada yagensis ingår i släktet gökbin, och familjen långtungebin. Inga underarter finns listade i Catalogue of Life.